# Krys Kolanos
Krystofer Stanley „Krys“ Kolanos (* 27. Juli 1981 in Calgary, Alberta) ist ein ehemaliger kanadischer Eishockeyspieler, der im Verlauf seiner aktiven Karriere zwischen 1999 und 2018 unter anderem 151 Spiele für die Phoenix Coyotes, Edmonton Oilers, Minnesota Wild und Calgary Flames in der National Hockey League (NHL) auf der Position des Centers bestritten hat. Seinen größten Karriereerfolg feierte Kolanos jedoch im Trikot der kanadischen Nationalmannschaft mit dem Gewinn der Goldmedaille bei der Weltmeisterschaft 2003.

## Karriere
Kolanos begann seine Karriere am Boston College, wo er für das dortige Eishockeyteam in der US-amerikanischen Collegeliga Hockey East aktiv war. Dort gehörte er zu den teamintern besten Scorern und erzielte in 83 Spielen 82 Scorerpunkte. Während des NHL Entry Draft 2000 waren es die Verantwortlichen der Phoenix Coyotes, die ihn in der ersten Runde an insgesamt 19. Position auswählten. Zur Saison 2001/02 entschied sich der Offensivspieler für einen Wechsel in die National Hockey League zu den Phoenix Coyotes, für die er in seiner ersten Spielzeit 59 Einsätze absolvierte und dabei 22-mal punkten konnte. In der folgenden Saison erlitt Kolanos eine Erschütterung und trug somit nur zwei Mal das Trikot der Coyotes.
Die NHL-Saison 2004/05, die auf Grund des Spielerstreiks ausfiel, verbrachte er zunächst in der finnischen SM-liiga bei den Espoo Blues und anschließend in der Deutschen Eishockey Liga bei den Krefeld Pinguinen. Im Sommer 2005 kehrte er nach Phoenix zurück. Nach einem kurzen Intermezzo bei den Edmonton Oilers, unterzeichnete er einen Vertrag bei den Carolina Hurricanes. Die Saison 2005/06 beendete er schließlich bei den Pittsburgh Penguins, die ihn jedoch ausschließlich in deren Farmteam, den Wilkes-Barre/Scranton Penguins in der American Hockey League, einsetzten. Dort wurde sein Vertrag nicht verlängert. Kolanos schloss sich daraufhin als Free Agent den Detroit Red Wings an, für die er allerdings nicht zum Einsatz kam und stattdessen für die Grand Rapids Griffins in der AHL aufs Eis ging.
Zum Ende der Spielzeit 2006/07 forcierte er einen Wechsel nach Europa und ging fortan für die SCL Tigers und den EV Zug aus der Schweizer Nationalliga A aufs Eis. Der Rechtsschütze, der in 22 NLA-Partien 17 Scorerpunkte erzielte, empfahl sich für ein erneutes Engagement in Nordamerika und wechselte im Sommer 2007 in seine Geburtsstadt Calgary zu den Calgary Flames. Das Management der Flames gab ihn allerdings an das Farmteam, die Quad City Flames aus der AHL, ab. Nach nur einer Saison verließ er den Verein wieder und schloss sich den Minnesota Wild an, für die er in 21 Spielen auf dem Eis stand. Die meiste Zeit der Saison schnürte er die Schlittschuhe für die Houston Aeros in der American Hockey League.
Im Juli 2009 verpflichteten ihn die Philadelphia Flyers als Free Agent, allerdings kam Kolanos für die Flyers nie in der NHL zum Einsatz und spielte stattdessen bei deren Farmteam, den Adirondack Phantoms, in der AHL. Im Frühjahr 2010 verletzte sich Kolanos an der Hüfte und unterzog sich kurze Zeit später einer Operation, sodass er in der Saison 2009/10 nur zu 27 Einsätzen in der AHL kam. Vor Beginn der Saison 2010/11 nahm er am Trainingslager der New York Islanders teil, doch Kolanos bekam keinen Vertrag in der Organisation der Islanders. Für die gesamte Saison 2010/11 setzte er daraufhin vom Spielbetrieb aus, bevor er sein Comeback im Herbst 2011 im Trainingslager der Abbotsford Heat anpeilte. Mitte November 2011 nahmen ihn die Heat fest unter Vertrag, nachdem Kolanos mit sieben Toren und sechs Assists in sieben AHL-Spielen überzeugt hatte. Am 1. Februar 2012 wurde er von den Calgary Flames unter Vertrag genommen, für die er in der NHL-Saison 2011/12 noch in 13 Partien zum Einsatz kam.
Ab November 2014 stand Kolanos beim KHL Medveščak Zagreb aus der Kontinentalen Hockey-Liga unter Vertrag, nachdem er während der Saison 2013/14 nur einige wenige Spiele für Torpedo Nischni Nowgorod absolviert hatte. Im Februar 2015 wurde sein Vertrag bei Medveščak aufgelöst. Der Kanadier pausierte daraufhin bis zum November 2016, ehe er von den Starbulls Rosenheim aus der DEL2 verpflichtet wurde. Er verließ den Klub aber bereits nach zwei Monaten und wechselte zu Asiago Hockey. Dort beendete Kolanos die Saison 2016/17 und blieb danach abermals bis Oktober 2017 vereinslos. In der Folge stand er beim polnischen Team GKS Tychy unter Vertrag, mit dem er während seines dreimonatigen Engagements Polnischer Pokalsieger wurde. Die Spielzeit beendete Kolanos abermals in Italien bei der SG Cortina und zog sich daraufhin im Alter von 37 Jahren aus dem aktiven Profisport zurück.

### International
Kolanos wurde 2003 erstmals in die kanadische Nationalmannschaft berufen, mit der er im gleichen Jahr an der Weltmeisterschaft in Finnland teilnahm. Dort konnte er mit seinem Team nach einem 3: 2-Finalsieg über Schweden die Goldmedaille gewinnen. Der Offensivspieler wurde in neun Partien eingesetzt und erzielte dabei einen Assist. Des Weiteren wies er eine Plus/Minus-Statistik von +1 auf.

## Erfolge und Auszeichnungen
| - 1999 AJHL First All-Star-Team - 1999 AJHL Rookie of the Year - 2000 Hockey East All-Rookie-Team - 2001 Hockey East Second All-Star-Team - 2001 NCAA East Second All-American-Team | - 2001 NCAA Championship All-Tournament Team - 2001 NHL-Rookie des Monats November - 2002 Teilnahme am NHL YoungStars Game - 2012 Teilnahme am AHL All-Star Classic - 2017 Polnischer Pokalsieger mit GKS Tychy |

### International
- 2003 Goldmedaille bei der Weltmeisterschaft

## Karrierestatistik

### International
Vertrat Kanada bei:
- Weltmeisterschaft 2003

(Legende zur Spielerstatistik: Sp oder GP = absolvierte Spiele; T oder G = erzielte Tore; V oder A = erzielte Assists; Pkt oder Pts = erzielte Scorerpunkte; SM oder PIM = erhaltene Strafminuten; +/− = Plus/Minus-Bilanz; PP = erzielte Überzahltore; SH = erzielte Unterzahltore; GW = erzielte Siegtore; 1 Play-downs/Relegation; Kursiv: Statistik nicht vollständig)